# Rei dels Wends
El títol de Rei dels Wends denota sobirania o reclamacions d'aquesta sobre les terres eslaves de la costa sud del mar Bàltic, conegudes com a Mecklenburg, Holstein i Pomerània, i fou utilitzat des del segle xii fins al 1972 pels Reis de Dinamarca i des de 1540 fins a 1973 pels Reis de Suècia.
La interpretació més acceptada és que la paraula fa referència als Wends, un poble eslau que visqué a la riba sud del Bàltic, encara que la situació és més complexa degut a l'existència dels Vends, localitzats entre els finesos i els Wends, i amb un origen poc conegut. Una altra explicació del títol, de caràcter poètic, seria que designaria el govern sobre l'antic poble dels vàndals (vandalorum rex), però aquesta idea només fou acceptada en el segle xvi. Una interpretació recent, sense gaire suport en l'àmbit acadèmic, és que formaven part dels "Vend" que es mencionaven en el títol dels reis de Suècia (Rei de Svear, Götar i Vends; Svears, Göters och Venders konung) i que en realitat faria referència a Finlàndia. Com a tal, Österland - el nom medieval per la part finesa del regne suec - seria la tercera part del reialme. No obstant això, només quaranta anys després de l'adopció del títol "rei dels Wends" començaren a anomenar-se a si mateixos "Gran Duc de Finlàndia" també 
Els Reis de Dinamarca ostentaren el títol durant vuit segles, després que fos adoptat per primer cop per Canut VI (regnà de 1182 a 1202), el qual conquerí les terres dels Wends a Pomerània i Mecklenburg. En les llengües germàniques, el nom va ser Wends, i en la documentació medieval el nom llatí fou sclavorum rex, fent referència als pobles eslaus de la regió i els voltants de l'actual Mecklenburg. Al segle xvi, sclavorum fou substituït per vandalorum també pels reis danesos, seguint l'ideal romàntic del moment. Els reis danesos continuaren fent servir el títol fins que el 1972 la Reina Margarida II arribà al tron i abandonà tots els títols excepte el de Reina de Dinamarca.